# Zelena pika
Zelena pika (nemško Der Grüne Punkt) je licenčna znamka nemške družbe Duales System Deutschland GmbH (DSD) in kot znak označuje embalažo in izdelke, ki so primerni za recikliranje. Znak je bil prvič uporabljen v Nemčiji leta 1991. Uveljavljen je v 23 evropskih državah. Uporabljajo ga sistemi za ravnanje z odpadno embalažo, ki so člani evropskega združenja Pro Europe (Packaging Recovery Organisation Europe s.p.r.l.). Na področju Slovenije je to družba Slopak (Slopak d. o. o.).

## Podlaga
Zelena pika – Duales System Deutschland GmbH (DSD) skrbi  že od leta 1990, da se prodajna embalaža da v recikliranje.  Proizvajalec, ki uporablja znamko Zelena pika, hoče s tem pokazati, da se drži pravil uredbe o embaliranju. Stroške za uporabo znamke nosi izključno proizvajalec. Ti stroški so lahko sestavni del pri kalkulaciji cen in se lahko vidijo v nakupni ceni. Glede na število prebivalcev so ocenjeni stroški na prebivalca v Nemčiji 0,92€.
Piktogram Zelene pike v nekaterih primerih ni zelen, ampak je prilagojen barvi embalaže, da se zmanjšajo stroški pri tisku. Znak je sestavljen iz dveh puščic različnih barv, ki se zvijata v krog. Zelena puščica je najpogostejši piktogram, ki se ga najde v Nemčiji. Skiciral ga je Lars Oehlschlaeger, pri tem se je zgledoval po simbolu Yin in Yang.
Po letu 2009 se označba ne uporablja več, saj so taki ukrepi sedaj določeni z zakonom.